# Havva
Havva ist ein weiblicher Vorname.

## Herkunft und Bedeutung
Der Name ist die türkische Form von Eva.

## Bekannte Namensträgerinnen
- Havva Engin (* 1968), deutsche Sprach- und Erziehungswissenschaftlerin